# Aprasia striolata
Aprasia striolata är en ödleart som beskrevs av  Christian Frederik Lütken 1863. Aprasia striolata ingår i släktet Aprasia och familjen fenfotingar. Inga underarter finns listade i Catalogue of Life.
Arten förekommer i Australien. Den saknas i delstaten Queensland och på Tasmanien. Honor lägger ägg.